# Associazione Sportiva Simmenthal-Monza 1956-1957
Questa pagina raccoglie le informazioni riguardanti l'Associazione Sportiva Simmenthal-Monza nelle competizioni ufficiali della stagione 1956-1957.

## Stagione
Nella stagione 1956-1957 la Simmenthal Monza disputò il sesto campionato di Serie B della sua storia. Con 34 punti in classifica ha ottenuto l'ottava piazza. Il torneo ha visto la promozione in Serie A del Verona con 44 punti, e dell'Alessandria con 43 punti, che ha battuto nello spareggio delle seconde classificate il Brescia per (2-1). Lasciano la cadetteria retrocesse due nobili decadute come il Legnano e la Pro Patria.
Il Monza del presidente Claudio Sada è affidato per questa stagione alle cure di Eraldo Monzeglio dopo aver trascorso alcune stagioni e fatto bene a Napoli. Con i brianzoli non parte male ma poi arrivano a novembre quattro pesanti sconfitte consecutive dalla settima alla decima giornata, che convincono i dirigenti monzesi a chiamare sulla panchina brianzola Bruno Arcari, la squadra reagisce e disputa un tranquillo torneo cadetto, raggiungendo un buon ottavo posto finale. Si è messo particolarmente in luce il ventiduenne Aurelio Milani, arrivato dal Fanfulla, che inizia a Monza una brillante carriera, in questa stagione realizza 14 reti, buono anche il bottino di Luigi Borghi un'ala proveniente dal Vigavano, autore di 10 reti. Da sottolineare anche l'ottimo torneo del mediano Carlo Tagnin che al termine dell'attuale stagione passerà in Serie A nelle file della neo promossa Alessandria, dopo aver disputato tre stagioni con i colori biancorossi.

## Divise
| 1ª maglia |

## Organigramma societario
Area direttiva
- Presidente: Claudio Sada

Area tecnica
- Allenatore: Eraldo Monzeglio, poi Bruno Arcari (dal 7 dicembre 1956)[2]

## Rosa
| N. |                   | Ruolo | Calciatore        |
| -- | ----------------- | ----- | ----------------- |
|    | Italia (bandiera) | P     | Antonio Filè      |
|    | Italia (bandiera) | P     | Mario Ghirardi    |
|    | Italia (bandiera) | P     | Giancarlo Scorti  |
|    | Italia (bandiera) | D     | Francesco Copreni |
|    | Italia (bandiera) | D     | Giacomo De Poli   |
|    | Italia (bandiera) | D     | Eros Fassetta     |
|    | Italia (bandiera) | D     | Domenico Rampoldi |
|    | Italia (bandiera) | C     | Lorenzo Colpo     |
|    | Italia (bandiera) | C     | Mario Corti       |
|    | Italia (bandiera) | C     | Sergio Magni      |
|    | Italia (bandiera) | C     | Giovanni Merli    |

| N. |                   | Ruolo | Calciatore           |
| -- | ----------------- | ----- | -------------------- |
|    | Italia (bandiera) | C     | Silvio Pignoni       |
|    | Italia (bandiera) | C     | Giancarlo Pistorello |
|    | Italia (bandiera) | A     | Luigi Borghi         |
|    | Italia (bandiera) | A     | Angelo Borri         |
|    | Italia (bandiera) | A     | Italo Carminati      |
|    | Italia (bandiera) | A     | Gaetano Lusardi      |
|    | Italia (bandiera) | A     | Santino Maestri      |
|    | Italia (bandiera) | A     | Giordano Mattavelli  |
|    | Italia (bandiera) | A     | Aurelio Milani       |
|    | Italia (bandiera) | A     | Carlo Tagnin         |

## Risultati

### Serie B

#### Girone di andata
| Arbitro: | Moriconi (Roma) |

|             |           |  |
| Manzino 73’ | Marcatori |  |

| Arbitro: | Genel (Trieste) |

|                               |           |  |
| Borghi 16’, 87’ Carminati 75’ | Marcatori |  |

| Arbitro: | Adami (Roma) |

|  |           |                              |
|  | Marcatori | 39’ Tagnin 84’ (rig.) Milani |

| Monza 7 ottobre 1956 4ª giornata | Simmenthal-Monza | 0 – 0 | Como | Stadio Città di Monza\| Arbitro: \| Rigato (Mestre) \| |
| Arbitro:                         | Rigato (Mestre)  |       |      |                                                        |

| Verona 14 ottobre 1956 5ª giornata | Verona          | 0 – 0 | Simmenthal-Monza | Stadio Marcantonio Bentegodi\| Arbitro: \| Corallo (Lecce) \| |
| Arbitro:                           | Corallo (Lecce) |       |                  |                                                               |

| Arbitro: | Moriconi (Roma) |

|                               |           |             |
| Carminati 15’, 46’ Milani 67’ | Marcatori | 31’ Bozzato |

| Arbitro: | Piemonte (Monfalcone) |

|               |           |  |
| Farinelli 50’ | Marcatori |  |

| Arbitro: | Angelini (Firenze) |

|                            |           |  |
| Darin 75’ Giammarinaro 81’ | Marcatori |  |

| Arbitro: | Mori (Cremona) |

|  |           |            |
|  | Marcatori | 65’ Danova |

| Arbitro: | Annoscia (Bari) |

|                        |           |  |
| Manenti 14’ Vitali 28’ | Marcatori |  |

| Arbitro: | De Robbio (Torre Annunziata) |

|                            |           |  |
| Pistorello 34’ Lusardi 68’ | Marcatori |  |

| Arbitro: | De Marchi (Pordenone) |

|            |           |                                                    |
| Milani 15’ | Marcatori | 25’ Fraschini 56’ Gasparini 66’ Nova 89’ Sacchella |

| Messina 30 dicembre 1956 13ª giornata | Messina         | 0 – 0 | Simmenthal-Monza | Stadio Giovanni Celeste\| Arbitro: \| Clemente (Roma) \| |
| Arbitro:                              | Clemente (Roma) |       |                  |                                                          |

| Arbitro: | Canepa (Genova) |

|                                          |           |                |
| Uzzecchini 41’ Bicicli 52’ Spikofski 89’ | Marcatori | 81’ Pistorello |

| Arbitro: | Gambarotta (Genova) |

|                            |           |             |
| Milani 25’, 59’ Borghi 69’ | Marcatori | 68’ Buratti |

| Arbitro: | Baldassarre (Udine) |

|           |           |             |
| Corti 41’ | Marcatori | 11’ Caprile |

| Arbitro: | Marangio (Roma) |

|                         |           |                       |
| Mosca 19’ Marchetto 63’ | Marcatori | 11’ Borghi 67’ Milani |

#### Girone di ritorno
| Arbitro: | Caputo (Napoli) |

|           |           |  |
| Borghi 9’ | Marcatori |  |

| Arbitro: | Famulari (Messina) |

|                        |           |                                          |
| Erba 30’ Pravisano 61’ | Marcatori | 26’ (rig.), 79’ Milani 38’ (aut.) Alfier |

| Arbitro: | Menchini (Udine) |

|                           |           |  |
| Pistorello 29’ Milani 44’ | Marcatori |  |

| Arbitro: | Perego (Milano) |

|                         |           |            |
| Bellini 17’ Marsili 79’ | Marcatori | 19’ Borghi |

| Arbitro: | Marchese (Napoli) |

|                           |           |  |
| Borghi 38’ Pistorello 53’ | Marcatori |  |

| Arbitro: | Canepa (Genova) |

|                                                       |           |            |
| Bozzato 27’, 89’ Calegari 64’, 68’ Copreni 83’ (aut.) | Marcatori | 69’ Milani |

| Arbitro: | Adami (Roma) |

|  |           |               |
|  | Marcatori | 53’ Farinelli |

| Arbitro: | Smorto (Reggio Calabria) |

|                                     |           |                                 |
| Mattavelli 3’ Lusardi 13’ Borri 55’ | Marcatori | 39’ Stabellini 84’ Giammarinaro |

| Arbitro: | Marangio (Roma) |

|                        |           |            |
| Danova 22’, 82’ (rig.) | Marcatori | 23’ Milani |

| Arbitro: | Piemonte (Monfalcone) |

|                      |           |             |
| Tagnin 4’ Borghi 63’ | Marcatori | 18’ Pratesi |

| Arbitro: | Ubezio (Novara) |

|                       |           |            |
| Ponzoni 13’ Gaeta 27’ | Marcatori | 21’ Borghi |

| Arbitro: | Baldassarre (Udine) |

|                  |           |  |
| Corti 88’ (aut.) | Marcatori |  |

| Arbitro: | De Marchi (Pordenone) |

|                                                    |           |  |
| Borghi 41’ Borri 51’ Milani 72’ Bernini 74’ (aut.) | Marcatori |  |

| Arbitro: | Jonni (Macerata) |

|                           |           |                       |
| Milani 28’ Pistorello 71’ | Marcatori | 45’ (rig.) Uzzecchini |

| Arbitro: | Alterio (Roma) |

|                                    |           |  |
| Barbieri 65’, 77’ Buratti 69’, 75’ | Marcatori |  |

| Arbitro: | Campagna (Palermo) |

|             |           |             |
| Bocchio 16’ | Marcatori | 36’ Maestri |

| Arbitro: | De Magistris (Torino) |

|                        |           |               |
| Milani 50’ Maestri 84’ | Marcatori | 54’ Padulazzi |

## Statistiche

### Statistiche di squadra
| Competizione | Punti | In casa | In casa | In casa | In casa | In casa | In casa | In trasferta | In trasferta | In trasferta | In trasferta | In trasferta | In trasferta | Totale | Totale | Totale | Totale | Totale | Totale | DR |
| Competizione | Punti | G       | V       | N       | P       | Gf      | Gs      | G            | V            | N            | P            | Gf           | Gs           | G      | V      | N      | P      | Gf     | Gs     | DR |
| ------------ | ----- | ------- | ------- | ------- | ------- | ------- | ------- | ------------ | ------------ | ------------ | ------------ | ------------ | ------------ | ------ | ------ | ------ | ------ | ------ | ------ | -- |
| Serie B      | 34    | 17      | 12      | 2       | 3       | 31      | 14      | 17           | 2            | 4            | 11           | 13           | 30           | 34     | 14     | 6      | 14     | 44     | 44     | 0  |

### Statistiche dei giocatori[3]
| Giocatore     | Serie B  | Serie B |
| Giocatore     | Presenze | Reti    |
| ------------- | -------- | ------- |
| L. Borghi     | 27       | 10      |
| A. Borri      | 21       | 2       |
| I. Carminati  | 21       | 3       |
| L. Colpo      | 6        | 0       |
| F. Copreni    | 28       | 0       |
| M. Corti      | 29       | 1       |
| G. De Poli    | 21       | 0       |
| E. Fassetta   | 15       | 0       |
| A. Filè       | 3        | -6      |
| M. Ghirardi   | 27       | -32     |
| G. Lusardi    | 10       | 2       |
| S. Maestri    | 2        | 2       |
| S. Magni      | 27       | 0       |
| G. Mattavelli | 27       | 1       |
| Merli         | 1        | 0       |
| A. Milani     | 22       | 14      |
| Pignoni       | 5        | 0       |
| G. Pistorello | 28       | 5       |
| D. Rampoldi   | 11       | 0       |
| G. Scorti     | 4        | -6      |
| C. Tagnin     | 32       | 2       |